# 곡성군의 국회의원
다음은 곡성군의 국회위원 목록이다.

## 곡성군의 역대 국회의원 일람
| 대수         | 이름           | 소속정당       | 임기                               | 선거구역                                                                             |
| ------------ | -------------- | -------------- | ---------------------------------- | ------------------------------------------------------------------------------------ |
| 제1대        | 서우석(徐禹錫) | 한국민주당     | 1948년 5월 31일 - 1950년 5월 30일  | 곡성군 일원                                                                          |
| 제2대        | 조순(趙淳)     | 대한청년단     | 1950년 5월 31일 - 1954년 5월 30일  | 곡성군 일원                                                                          |
| 제3대        | 조순(趙淳)     | 자유당         | 1954년 5월 31일 - 1958년 5월 30일  | 곡성군 일원                                                                          |
| 제4대        | 조순(趙淳)     | 자유당         | 1958년 5월 31일 - 1960년 7월 28일  | 곡성군 일원                                                                          |
| 제5대 민의원 | 윤추섭(尹鄒燮) | 민주당         | 1960년 7월 29일 - 1961년 5월 16일  | 곡성군 일원                                                                          |
| 제6대        | 양회수(梁會璲) | 민정당         | 1963년 12월 17일 - 1967년 6월 30일 | 곡성군·화순군 일원                                                                   |
| 제7대        | 기세풍(奇世豊) | 민주공화당     | 1967년 7월 1일 - 1967년 7월 10일   | 화순군·곡성군 일원                                                                   |
| 제7대        | 양회수(梁會璲) | 신민당         | 1968년 9월 25일 - 1971년 6월 30일  | 화순군·곡성군 일원                                                                   |
| 제8대        | 문형태(文亨泰) | 민주공화당     | 1971년 7월 1일 - 1971년 10월 17일  | 화순군·곡성군 일원                                                                   |
| 제9대        | 문형태(文亨泰) | 민주공화당     | 1973년 3월 12일 - 1979년 3월 11일  | 담양군·곡성군·화순군 일원                                                            |
| 제9대        | 고재청(高在淸) | 신민당         | 1973년 3월 12일 - 1979년 3월 11일  | 담양군·곡성군·화순군 일원                                                            |
| 제10대       | 문형태(文亨泰) | 민주공화당     | 1979년 3월 12일 - 1980년 10월 27일 | 담양군·곡성군·화순군 일원                                                            |
| 제10대       | 고재청(高在淸) | 신민당         | 1979년 3월 12일 - 1980년 10월 27일 | 담양군·곡성군·화순군 일원                                                            |
| 제11대       | 정래혁(丁來赫) | 민주정의당     | 1981년 4월 11일 ~ 1985년 4월 10일  | 담양군·곡성군·화순군 일원(제7선거구)                                                 |
| 제11대       | 고재청(高在淸) | 민주한국당     | 1981년 4월 11일 ~ 1985년 4월 10일  | 담양군·곡성군·화순군 일원(제7선거구)                                                 |
| 제12대       | 구용상(具龍相) | 민주정의당     | 1985년 4월 11일 ~ 1988년 5월 29일  | 담양군·곡성군·화순군 일원(제7선거구)                                                 |
| 제12대       | 고재청(高在淸) | 민주한국당     | 1985년 4월 11일 ~ 1988년 5월 29일  | 담양군·곡성군·화순군 일원(제7선거구)                                                 |
| 제13대       | 홍기훈(洪起薰) | 평화민주당     | 1988년 5월 30일 ~ 1992년 5월 29일  | 곡성군·화순군 일원                                                                   |
| 제14대       | 황의성(黃義成) | 민주당         | 1992년 5월 30일 ~ 1996년 5월 29일  | 곡성군·구례군 일원                                                                   |
| 제15대       | 양성철(梁性喆) | 새정치국민회의 | 1996년 5월 30일 ~ 2000년 5월 29일  | 곡성군·구례군 일원                                                                   |
| 제16대       | 김효석(金孝錫) | 새천년민주당   | 2000년 5월 30일 ~ 2004년 5월 29일  | 담양군·곡성군·장성군 일원                                                            |
| 제17대       | 김효석(金孝錫) | 새천년민주당   | 2004년 5월 30일 ~ 2008년 5월 29일  | 담양군·곡성군·장성군 일원                                                            |
| 제18대       | 김효석(金孝錫) | 통합민주당     | 2008년 5월 30일 ~ 2012년 5월 29일  | 담양군·곡성군·구례군 일원                                                            |
| 제19대       | 김선동(金先東) | 통합진보당     | 당선 무효                          | 순천시·곡성군 일원                                                                   |
| 제19대       | 이정현(李貞鉉) | 새누리당       | 2014년 7월 31일 ~ 2016년 5월 29일  | 순천시·곡성군 일원                                                                   |
| 제20대       | 정인화(鄭仁和) | 국민의당       | 2016년 5월 30일 ~ 2020년 5월 29일  | 광양시·곡성군·구례군 일원                                                            |
| 제21대       | 서동용(徐東鏞) | 더불어민주당   | 2020년 5월 30일 ~ 2024년 5월 29일  | 순천시·광양시·곡성군·구례군 을: 순천시 해룡면, 광양시 일원, 곡성군 일원, 구례군 일원 |
| 제22대       | 권향엽(權香葉) | 더불어민주당   | 2024년 5월 30일 ~                  | 순천시·광양시·곡성군·구례군 을: 순천시 해룡면, 광양시 일원, 곡성군 일원, 구례군 일원 |

## 같이 보기
- 화순군의 국회의원
- 담양군의 국회의원
- 구례군의 국회의원
- 장성군의 국회의원
- 순천시의 국회의원
- 광양시의 국회의원
- 곡성군·화순군
- 곡성군·구례군
- 담양군·곡성군·구례군
- 순천시·곡성군
- 광양시·곡성군·구례군
- 순천시·광양시·곡성군·구례군 갑
- 순천시·광양시·곡성군·구례군 을